# Myrmarachne uniseriata
Myrmarachne uniseriata là một loài nhện trong họ Salticidae.
Loài này thuộc chi Myrmarachne. Myrmarachne uniseriata được K. Narayan miêu tả năm 1915.